# Józef Nikorowicz
Józef Nikorowicz (* 2. April 1827 in Zboiska; † 6. Januar 1890 in Chyrów) war ein polnischer Komponist.

## Leben
Nikorowicz studierte in Lemberg und in Wien bei Martin Gustav Nottebohm. Er trat als Pianist auf und wurde als Komponist von Klavierstücken, Chorälen und Liedern bekannt. Seine Vertonung von Kornel Ujejskis Gedicht Z dymem pożarów aus dem Jahr 1846 wurde zu einer Hymne der polnischen Unabhängigkeitsbewegung. Bekannt geblieben ist auch sein Ave Maria.